# The Wiz – Das zauberhafte Land
The Wiz – Das zauberhafte Land ist eine US-amerikanische Verfilmung des gleichnamigen Musicals von William F. Brown von 1978, das wiederum auf dem Buch Der Zauberer von Oz von L. Frank Baum basiert. Die Regie übernahm Sidney Lumet. 

## Handlung
Die Originalstory von L. Frank Baum verlegte William F. Brown nach Harlem in New York City in das Milieu einer afroamerikanischen Familie. Dorothy ist Kindergärtnerin und lebt mit ihrem Hund Toto bei Tante Emma und Onkel Henry. Nach einem Familienfest läuft am späten Abend Toto zur Tür hinaus, während auf der Straße ein Schneesturm tobt. Dorothy läuft ihm hinterher und fängt ihn wieder ein. Dabei wird sie von einer Sturmbö erfasst und in ein Phantasieland fortgetragen. Beim Eintreten in diese fremde Welt wird durch Dorothy die böse Fee erschlagen und Dorothy erhält wunderbare silberne Schuhe. Doch würde sie viel lieber mit Toto wieder nach Haus. Die Bewohner des zauberhaften Landes weisen ihr den Weg zu The Wiz. Der Zauberer ist der einzige, der sie wieder nach Hause führen kann. Auf dem Weg trifft sie auf die Vogelscheuche, die sich ein Hirn wünscht, den Blechmann, der sich ein Herz wünscht und den Löwen, der sich Mut wünscht. Gemeinsam gehen sie über die gelb gepflasterte Straße, die nach Smaragd City führt, wo The Wiz residiert. Als sie dort ankommen, werden die Freunde zum Zauberer vorgelassen, der jedoch von Dorothy verlangt, dass sie auch die böse Schwester der bösen Fee töte. Erst dann darf sie wieder nach Hause. Es gelingt ihr mit Hilfe der Vogelscheuche die böse Fee zu töten, doch muss sie bald feststellen, dass The Wiz nur ein Betrüger war und ihr nicht weiterhelfen kann. Daraufhin erscheint Glinda, die gute Fee, und verhilft ihr zur Heimkehr.

## Hintergrund
Das Musical The Wiz war bereits 1975 ein Broadwayerfolg. Film wie Bühnenshow wurden ausschließlich mit afroamerikanischen Schauspielern und Tänzern besetzt. Die Musik von Charlie Smalls wurde von Quincy Jones im Stile von Motown arrangiert. In einer Szene in Smaragd City ist Jones auch als goldgekleideter Pianist zu sehen. Die aufwendigen Tanzszenen wurden von Louis Johnson choreographiert. Seine Tanzcompany stellte auch den größten Teil des Tanzensembles.
Der Film kam nicht in die deutschen Kinos und wurde ab dem 1. Juli 2004 direkt auf DVD vermarktet. Am 24. Juni 2012 zeigte der Kultursender arte zum ersten Mal das Musical im deutschen Free-TV.

## Auszeichnungen
Der Film wurde 1979 für vier Oscars nominiert: „Beste Ausstattung“, „Beste Kostüme“, „Beste Kamera“ und „Beste Musik“.